# Le Cros
Le Cros é uma comuna francesa na região administrativa de Occitânia, no departamento de Hérault. Estende-se por uma área de 22,45 km². Em 2010 a comuna tinha 55 habitantes (densidade: 2,4 hab./km²).